# Warner Bros. Television Studios
Warner Bros. Television es la rama de producción de televisión de Warner Bros. Entertainment, en sí mismo parte de Warner Bros. Discovery. Desde  2015, es la mayor compañía de producción de televisión del mundo medida por ingresos y biblioteca (junto con Sony Pictures Television).

## Historia y Producción

### Comienzos y saturación

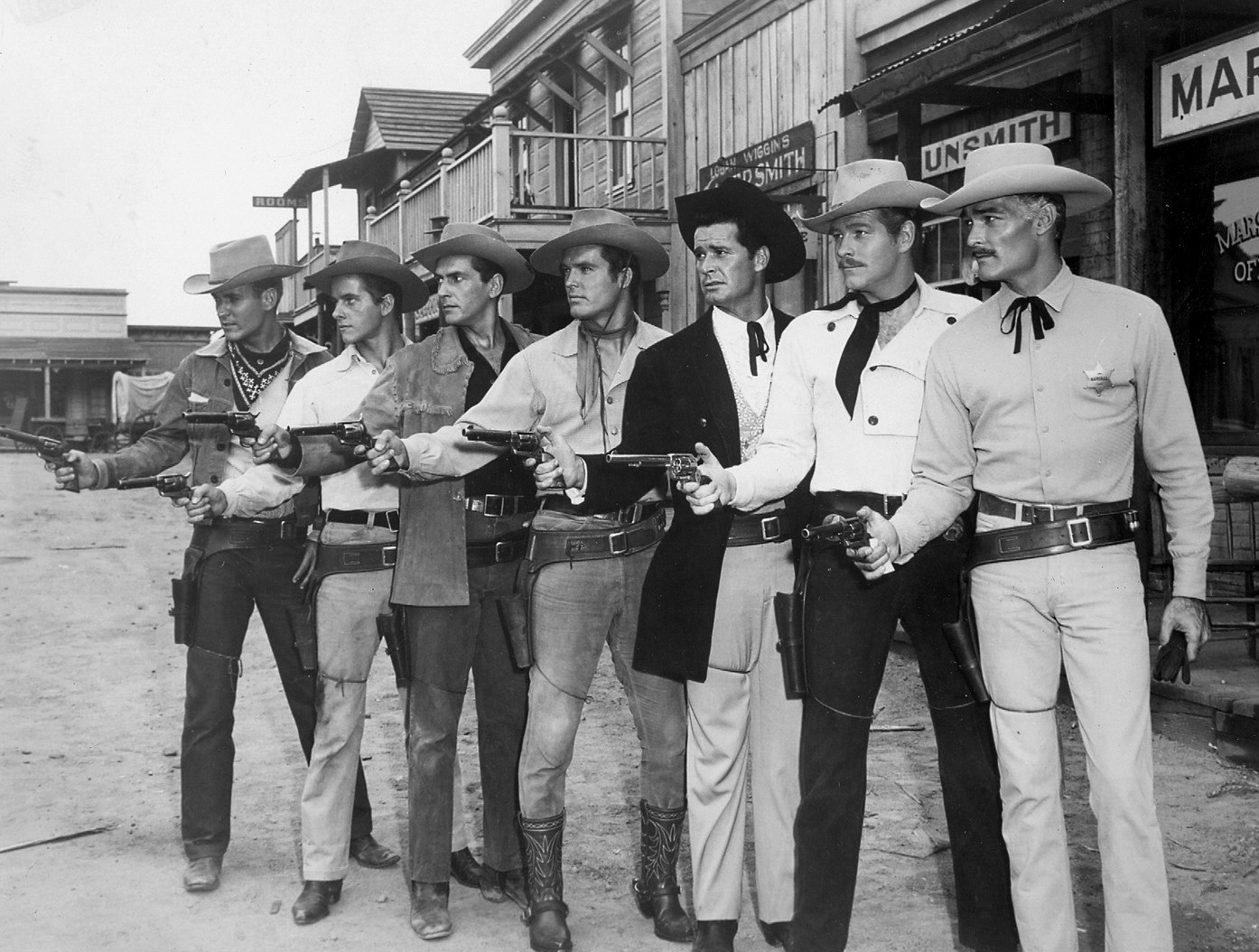
La publicidad sigue en 1959 con series de Warner Bros. donde están Will Hutchins (Sugarfoot), Peter Brown (Lawman), Jack Kelly (Maverick), Ty Hardin (Bronco), James Garner (Maverick), Wayde Preston (Colt 45), y John Russell (Lawman)

La división se inició el 21 de marzo de 1955 con su primer y más exitoso jefe, Jack L. Warner hijo por ley de William T. Orr. ABC tuvo gran éxito frente a la competencia con la serie de televisión Disneyland de Walt Disney y se acercó a Warner Bros. inicialmente con la idea de comprar la biblioteca de estudios de cine (WB llegó a vender los derechos de los negativos de las películas anteriores a 1950 y los dibujos animados anteriores a 1948 junto a cortos de Associated Artists Productions, o AAP, en 1956).
WB entró formalmente en la producción de televisión con el estreno de sus serie de antología autotitulada Warner Bros. presente en la cadena ABC. El programa semanal de una hora de duración incluyó rotativos episodios de la serie de televisión basada en las películas WB, Casablanca y King's Row, así como una serie original titulada Cheyenne con Clint Walker. Siendo el primer programa televisivo de una hora occidental, Cheyenne se convirtió en un gran éxito para la red y el estudio con la ventaja añadida de que ofrece promociones para los próximos estrenos de cine de Warner Bros. en los últimos diez minutos de la serie. Uno de los tales segmentos de Rebelde sin causa contó Gig Young hablando sobre la seguridad vial con James Dean.
Con tan sólo Cheyenne siendo un éxito, Warner Bros. terminó las promociones de diez minutos de nuevas películas y se reemplaza Warner Bros. presents con una serie de antología titulada Conflict. Se consideró que "Conflict" era lo que le faltaba la serie anterior. Conflict mostró los pilotos para Maverick y 77 Sunset Strip.
El éxito de Cheyenne llevó a WBTV para producir muchas series de ABC como Westerns (Maverick, Lawman, Colt 45, Bronco que era un spin off de Cheyenne, Sugarfoot, y The Alaskans), dramas policíacos (77 Sunset Strip, Intriga en Hawái, Bourbon Street Beat, y Surfside 6), y otras series como The Gallant Men y The Roaring Twenties utilizando stock metraje de las películas de guerra de WB y películas de gánsteres, respectivamente. La compañía también produjo Red Nightmare de Jack Webb por el Departamento de Defensa de EE. UU. que se muestra más adelante en la televisión estadounidense como General Electric True.
Todos los espectáculos se realizarán en la forma de Imágenes B de WB en los años 1930 y 1940; de ritmo rápido (en cuanto al tiempo de grabación), una gran cantidad de stock metraje de otras películas, música almacenada de la biblioteca de música Warner y las estrellas contratadas que trabajan largas horas por salarios comparativamente pequeños con restricciones en su carrera.
Durante una huelga de escritores de televisión de Hollywood, Warner Bros. reutilizar muchas diagramas de sus películas y otros programas de televisión bajo el seudónimo de "W. B.". Este es otro ejemplo de la imitación de Imágenes B de Warner Bros, que sería rehacer una película "A" y cambia los ajustes.

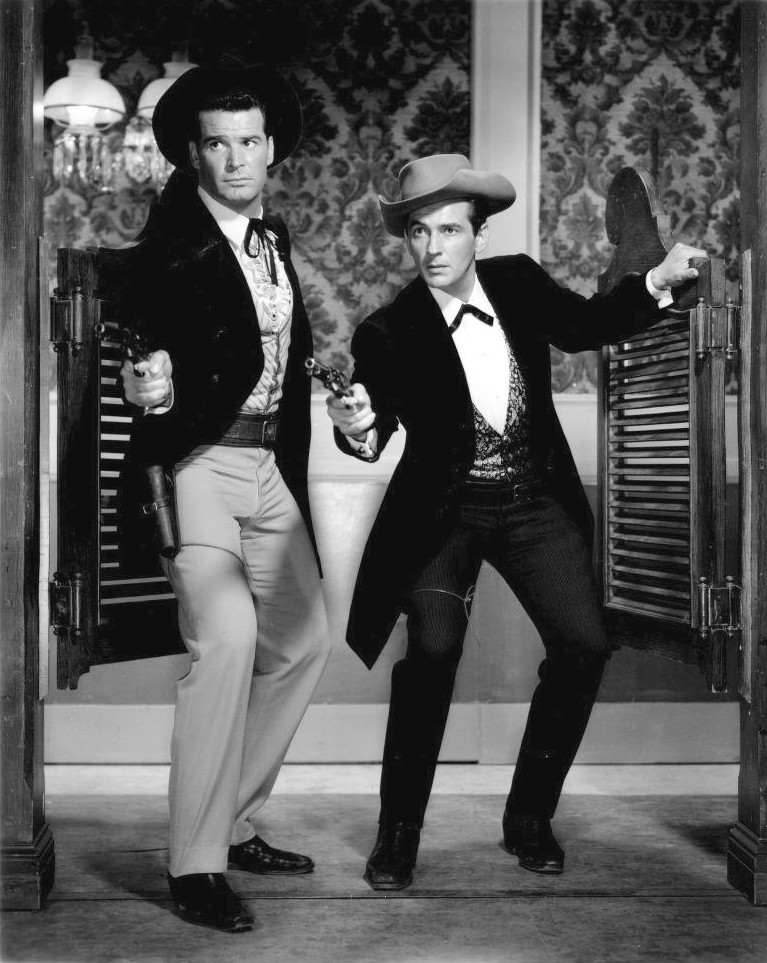
James Garner y Jack Kelly en Maverick, 1959

Dos de las estrellas más populares, James Garner y Clint Walker, salieron sobre sus condiciones. Garner nunca volvió a Warner durante este período. Estrellas de éxito en la televisión de Warner se encontraron en los papeles principales de muchas de las películas del estudio sin un aumento de salario. Efrem Zimbalist Jr. era al mismo tiempo la iniciativa de 77 Sunset Strip, en un papel recurrente en Maverick, y también encabezó varias películas, hasta que el agotamiento obligó al estudio en darle un descanso. Muchos otros actores bajo contrato con la Warner de la época, que a pesar de sus condiciones de trabajo, hicieron ver a sus estrellas aumentar con el tiempo, aunque para la mayoría solo brevemente. Otro actor del contrato, el inglés Roger Moore (Maverick y The Alaskans), crecía disgustado con Warner ya que su contrato estaba a punto de expirar y se re-ubicaría a Europa desde Hollywood, convirtiéndose en una estrella internacional en la televisión, y, finalmente, en las películas. Warner también tuvo contratados a estrellas establecidas como Ray Danton, Peter Breck, Jeanne Cooper y Grant Williams. Estas estrellas a menudo aparecían como estrellas invitadas, a veces repitiendo su papel en la serie otra serie de televisión.
En 1960, WBTV centró su atención en al espectador joven, para un programa, trayendo a Bugs Bunny y los otros personajes de dibujos animados de WB al horario de máxima audiencia, con The Bugs Bunny Show, que contó con caricaturas publicadas después del 31 de julio de 1948 (que no había sido vendido a AAP), combinado con material de introducción de nueva animación. Además, ese año se produjo el debut de The Roaring Twenties.
WBTV expandió en su género existente de Westerns y dramas policíacos, y en enero de 1962, produjo su primera comedia de situación, Room For One More. El espectáculo solo duró media temporada. En el otoño de ese año, un drama de la Segunda Guerra Mundial The Gallant Men debutó, pero duró solo una temporada.
WBTV produce exclusivamente espectáculos para la cadena ABC hasta 1963, cuando Temple Houston se estrenó en la NBC.
En 1964, WBTV una vez más intentó regresar con una comedia cine clásico y una sitcom, con No Time for Sergeants. A pesar de que duró dos temporadas, todavía se considera un clásico.
La racha de series identificables disminuyó en 1963 con un alto uso social de la empresa (en funciones) con jugadores del contrato y Jack Webb haciéndose a cargo de WBTV, no llegó a ser particularmente exitoso. Sin embargo, muchas series siguen filmandose en Warner Bros. tal como F-Troop y The F.B.I.

### Años más tarde
En 1975, las estrellas de DC Comics Lynda Carter es un programa de televisión que incluye Mujer Maravilla.
En 1976, la compañía adquirió The Wolper Organization, sobre todo para Chico and the Man y Welcome Back, Botter. En 1989, adquirió Lorimar-Telepictures. Telepictures se dobló posteriormente en una unidad de distribución de WBTV, y en 1990, regresó como una productora de televisión. En 1993, Lorimar Television fue plegado a WBTV.
En 2006, WBTV realizó su ampliación en la biblioteca de programas disponibles para ver gratis en Internet (a través de su compañía hermana AOL's IN2TV service), con Welcome Back, Kotter como su oferta de marquesina. Algunos de estos programas no han sido visto en público desde su último lanzamiento emitido en la década de 1980s.
WBTV ha tenido varios casas productoras afiliadas que han coproducido muchos de sus espectáculos con WBTV. Estos incluyen, pero no se limitan a: Bruce Helford's Mohawk Productions (The Drew Carey Show, The Norm Show, The Oblongs, George López), John Wells Productions (ER, The West Wing, Third Watch), Chuck Lorre Productions (Two and a Half Men, The Big Bang Theory, Mike & Molly, Mom), Jerry Bruckheimer Television (Without a Trace, Cold Case), Bad Robot Productions (Fringe, Person of Interest, Revolution), Rockne S. O'Bannon Television, Miller-Boyett Productions que fue heredado de Lorimar (Full House, Cosas de casa) y en 2010, la compañía productora de Conan O'Brien, Conaco, que cambió su afiliación a WBTV a Universal Media Studios, coincidiendo con el traslado de O'Brien a su nuevo programa de entrevistas, Conan, a Time Warner, para su canal propiedad TBS.
En agosto de 2009, en Australia, The Nine Network y Warner Bros. Television lanzaron GO!, un canal de señal abierta digital, con Warner Bros. Television teniendo una participación del 33% en la nueva empresa conjunta con Sony Pictures (los títulos fueron recogidos más tarde por su rival Seven en 2011). Durante este, la red firmó 4 años más con la salida entre 2011 y 2015.
El 11 de junio de 2012, Warner Bros. Television adquirió Alloy Entertainment. El 2 de junio de 2014, Warner Bros. Television Group adquirió la totalidad de las empresas de Eyeworks fuera de los Estados Unidos. Eyeworks USA sin embargo, seguirá siendo independiente.

## Producciones

### Warner Bros. Television
| Título                                       | Años          | Cadena/Servicio OTT                 |
| -------------------------------------------- | ------------- | ----------------------------------- |
| Warner Bros. presents                        | 1955–1956     | ABC                                 |
| Cheyenne                                     | 1955–1963     | ABC                                 |
| Conflict                                     | 1956–1957     | ABC                                 |
| Sugarfoot                                    | 1957–1960     | ABC                                 |
| Colt .45                                     | 1957–1960     | ABC                                 |
| Maverick                                     | 1957–1962     | ABC                                 |
| Lawman                                       | 1958–1962     | ABC                                 |
| 77 Sunset Strip                              | 1958–1964     | ABC                                 |
| The Alaskans                                 | 1959–1960     | ABC                                 |
| Bourbon Street Beat                          | 1959–1960     | ABC                                 |
| Intriga en Hawái                             | 1959–1963     | ABC                                 |
| The Bugs Bunny Show                          | 1960–2000     | ABC/CBS                             |
| The Roaring Twenties                         | 1960–1962     | ABC                                 |
| Surfside 6                                   | 1960–1962     | ABC                                 |
| Room for One More                            | 1962          | ABC                                 |
| The Gallant Men                              | 1962–1963     | ABC                                 |
| Wendy and Me                                 | 1964–1965     | ABC                                 |
| No Time For Sergeants                        | 1964–1965     | ABC                                 |
| F Troop                                      | 1965–1967     | ABC                                 |
| Mister Roberts                               | 1965-1966     | NBC                                 |
| The F.B.I.                                   | 1965–1974     | ABC                                 |
| Hank                                         | 1965-1966     | NBC                                 |
| Nichols                                      | 1971-1972     | NBC                                 |
| The Chicago Teddy Bears                      | 1971          | CBS                                 |
| The Jimmy Stewart Show                       | 1971-1972     | NBC                                 |
| Search                                       | 1972-1973     | NBC                                 |
| Banyon                                       | 1972-1973     | NBC                                 |
| The Brian Keith Show                         | 1972-1974     | NBC                                 |
| The Streets of San Francisco                 | 1972-1977     | ABC                                 |
| The Delphi Bureau                            | 1972-1973     | ABC                                 |
| Kung Fu                                      | 1972–1975     | ABC                                 |
| The Cowboys                                  | 1974          | ABC                                 |
| Harry O                                      | 1974-1976     | ABC                                 |
| Kodiak                                       | 1974          | ABC                                 |
| Give-n-Take                                  | 1975          | CBS                                 |
| Wonder Woman                                 | 1975–1979     | ABC/CBS                             |
| Alice                                        | 1976-1985     | CBS                                 |
| Code R                                       | 1977          | CBS                                 |
| The New Adventures of Batman                 | 1977          | CBS                                 |
| The Fitzpatricks                             | 1977-1978     | CBS                                 |
| The Dukes of Hazzard                         | 1979-1985     | CBS                                 |
| This Old House                               | 1979-presente | PBS                                 |
| Time Express                                 | 1979          | CBS                                 |
| Dorothy                                      | 1979          | CBS                                 |
| California Fever                             | 1979          | CBS                                 |
| Young Maverick                               | 1979-1980     | CBS                                 |
| Flo                                          | 1980-1981     | CBS                                 |
| Enos                                         | 1980-1981     | CBS                                 |
| Freebie and the Bean                         | 1980-1981     | CBS                                 |
| Private Benjamin                             | 1981-1983     | CBS                                 |
| Love, Sidney                                 | 1981–1983     | NBC                                 |
| Bret Maverick                                | 1981-1982     | NBC                                 |
| The Dukes                                    | 1983          | CBS                                 |
| Bare Essence                                 | 1983          | NBC                                 |
| Wizards and Warriors                         | 1983          | CBS                                 |
| The Mississippi                              | 1983-1984     | CBS                                 |
| The Yellow Rose                              | 1983-1984     | NBC                                 |
| Scarecrow and Mrs. King                      | 1983–1987     | CBS                                 |
| V                                            | 1984–1985     | NBC                                 |
| Night Court                                  | 1984–1992     | NBC                                 |
| Spenser: For Hire                            | 1985–1988     | ABC                                 |
| Growing Pains                                | 1985–1992     | ABC                                 |
| Head of the Class                            | 1986–1991     | ABC                                 |
| My Sister Sam                                | 1986–1988     | CBS                                 |
| Full House                                   | 1987–1995     | ABC                                 |
| Police Academy                               | 1988–1989     | First-run syndication               |
| Just the Ten of Us                           | 1988–1990     | ABC                                 |
| Murphy Brown                                 | 1988–1998     | CBS                                 |
| Beetlejuice                                  | 1989–1991     | ABC FOX Nickelodeon Cartoon Network |
| Life Goes On                                 | 1989–1993     | ABC                                 |
| Family Matters                               | 1989–1998     | ABC/CBS                             |
| The Flash                                    | 1990–1991     | CBS                                 |
| The Fresh Prince of Bel-Air                  | 1990–1996     | NBC                                 |
| Sisters                                      | 1991–1996     | NBC                                 |
| Step By Step                                 | 1991–1998     | ABC/CBS                             |
| Hangin' with Mr. Cooper                      | 1992–1997     | ABC                                 |
| Kung Fu: The Legend Continues                | 1993–1997     | PTEN                                |
| Lois & Clark: The New Adventures of Superman | 1993–1997     | ABC                                 |
| Living Single                                | 1993–1998     | FOX                                 |
| Free Willy                                   | 1994          | ABC                                 |
| Babylon 5                                    | 1994–1998     | PTEN/TNT                            |
| Friends                                      | 1994–2004     | NBC                                 |
| ER                                           | 1994–2009     | NBC                                 |
| History of Rock 'n' Roll                     | 1995          | PTEN                                |
| Muscle                                       | 1995          | The WB                              |
| Bless This House                             | 1995–1996     | CBS                                 |
| Kirk                                         | 1995–1997     | The WB                              |
| The Wayans Bros.                             | 1995–1999     | The WB                              |
| The Parent 'Hood                             | 1995–1999     | The WB                              |
| Ace Ventura: Pet Detective                   | 1995–2000     | CBS/Nickelodeon                     |
| The Drew Carey Show                          | 1995–2004     | ABC                                 |
| MADtv                                        | 1995–2009     | FOX                                 |
| Lush Life                                    | 1996          | FOX                                 |
| Life with Roger                              | 1996-1997     | The WB                              |
| Nick Freno: Licensed Teacher                 | 1996–1998     | The WB                              |
| The Jamie Foxx Show                          | 1996–2001     | The WB                              |
| Everybody Loves Raymond                      | 1996–2005     | CBS                                 |
| Pearl                                        | 1996-1997     | CBS                                 |
| The New Adventures of Zorro                  | 1997-1998     | Kids WB!                            |
| Veronica's Closet                            | 1997–2000     | NBC                                 |
| Kelly Kelly                                  | 1998          | The WB                              |
| Hyperion Bay                                 | 1998–1999     | The WB                              |
| Two of a Kind                                | 1998–1999     | ABC                                 |
| Jesse                                        | 1998–2000     | NBC                                 |
| For Your Love                                | 1998–2002     | NBC/The WB                          |
| Will & Grace                                 | 1998–2006     | NBC                                 |
| The Norm Show                                | 1999–2001     | ABC                                 |
| Jack & Jill                                  | 1999–2001     | The WB                              |
| Third Watch                                  | 1999-2005     | NBC                                 |
| The West Wing                                | 1999–2006     | NBC                                 |
| Hype                                         | 2000–2001     | The WB                              |
| Nikki                                        | 2000–2002     | The WB                              |
| Gilmore Girls                                | 2000–2007     | The WB/The CW                       |
| Citizen Baines                               | 2001          | CBS                                 |
| The Oblongs                                  | 2001–2002     | The WB                              |
| Witchblade                                   | 2001–2002     | TNT                                 |
| The Nightmare Room                           | 2001–2002     | The WB                              |
| Off Centre                                   | 2001–2002     | The WB                              |
| Smallville                                   | 2001–2011     | The WB/The CW                       |
| The Court                                    | 2002          | ABC                                 |
| Presidio Med                                 | 2002–2003     | CBS                                 |
| Fastlane                                     | 2002–2003     | FOX                                 |
| Birds of Prey                                | 2002–2003     | The WB                              |
| Everwood                                     | 2002–2006     | WB                                  |
| What I Like About You                        | 2002–2006     | The WB                              |
| George Lopez                                 | 2002–2007     | ABC                                 |
| Without a Trace                              | 2002–2009     | CBS                                 |
| Wanda at Large                               | 2003          | FOX                                 |
| Skin                                         | 2003          | FOX                                 |
| Run of the House                             | 2003–2004     | The WB                              |
| Like Family                                  | 2003–2004     | The WB                              |
| All About the Andersons                      | 2003–2004     | The WB                              |
| Eve                                          | 2003–2006     | UPN                                 |
| The O.C.                                     | 2003–2007     | FOX                                 |
| All of Us                                    | 2003–2007     | UPN/The CW                          |
| Nip/Tuck                                     | 2003–2010     | FX                                  |
| Cold Case                                    | 2003–2010     | CBS                                 |
| One Tree Hill                                | 2003–2012     | The WB/The CW                       |
| Two and a Half Men                           | 2003–2015     | CBS                                 |
| The Help                                     | 2004          | The WB                              |
| Jack & Bobby                                 | 2004–2005     | The WB                              |
| The Mountain                                 | 2004–2005     | The WB Television Network           |
| Blue Collar TV                               | 2004–2006     | The WB                              |
| Joey                                         | 2004–2006     | NBC                                 |
| The Batman                                   | 2004–2008     | The WB/The CW                       |
| Veronica Mars                                | 2004–2007     | UPN/The CW                          |
| Twins                                        | 2005–2006     | The WB                              |
| Just Legal                                   | 2005–2006     | The WB                              |
| E-Ring                                       | 2005–2006     | NBC                                 |
| Freddie                                      | 2005–2006     | ABC                                 |
| The War at Home                              | 2005–2007     | FOX                                 |
| Close to Home                                | 2005–2007     | CBS                                 |
| The Closer                                   | 2005–2012     | TNT                                 |
| Supernatural                                 | 2005–2020     | The WB/The CW                       |
| Modern Men                                   | 2006          | The WB                              |
| The Bedford Diaries                          | 2006          | The WB                              |
| Justice                                      | 2006          | FOX                                 |
| Smith                                        | 2006          | CBS                                 |
| The Class                                    | 2006–2007     | CBS                                 |
| Studio 60 on the Sunset Strip                | 2006–2007     | NBC                                 |
| The Nine                                     | 2006–2007     | ABC                                 |
| Moonlight                                    | 2007–2008     | CBS                                 |
| Aliens in America                            | 2007–2008     | The CW                              |
| Life Is Wild                                 | 2007–2008     | The CW                              |
| Pushing Daisies                              | 2007–2009     | ABC                                 |
| The New Adventures of Old Christine          | 2006–2010     | CBS                                 |
| Chuck                                        | 2007–2012     | NBC                                 |
| Gossip Girl                                  | 2007–2012     | The CW                              |
| The Big Bang Theory                          | 2007–2019     | CBS                                 |
| Eleventh Hour                                | 2008–2009     | CBS                                 |
| Terminator: The Sarah Connor Chronicles      | 2008–2009     | FOX                                 |
| Fringe                                       | 2008–2013     | FOX                                 |
| The Mentalist                                | 2008–2015     | CBS                                 |
| The Beautiful Life: TBL                      | 2009          | The CW                              |
| Eastwick                                     | 2009          | ABC                                 |
| Hank                                         | 2009          | ABC                                 |
| The Forgotten                                | 2009–2010     | ABC                                 |
| V                                            | 2009–2011     | ABC                                 |
| Southland                                    | 2009–2013     | NBC                                 |
| The Middle                                   | 2009–2018     | ABC'                                |
| The Vampire Diaries                          | 2009– 2017    | The CW                              |
| Human Target                                 | 2010–2011     | FOX                                 |
| Life Unexpected                              | 2010-2011     | The CW                              |
| Past Life                                    | 2010          | FOX                                 |
| Miami Medical                                | 2010          | CBS                                 |
| Romantically Challenged                      | 2010          | ABC                                 |
| 'Childrens Hospital                          | 2010-2016     | Adult Swim                          |
| Hellcats                                     | 2010-2011     | The CW                              |
| Nikita                                       | 2010–2013     | The CW                              |
| Chase                                        | 2010-2011     | NBC                                 |
| 'Mike & Molly                                | 2010– 2016    | CBS                                 |
| Better with You                              | 2010–2011     | ABC                                 |
| Undercovers                                  | 2010          | NBC                                 |
| The Whole Truth                              | 2010          | ABC                                 |
| $h*! My Dad Says                             | 2010-2011     | CBS                                 |
| Shameless                                    | 2011–2021     | Showtime                            |
| Harry's Law                                  | 2011–2012     | NBC                                 |
| Ringer                                       | 2011-2012     | The CW                              |
| The Secret Circle                            | 2011-2012     | The CW                              |
| 2 Broke Girls                                | 2011– 2017    | CBS                                 |
| Person of Interest                           | 2011– 2016    | CBS                                 |
| Hart of Dixie                                | 2011–2015     | The CW                              |
| Suburgatory                                  | 2011–2014     | ABC                                 |
| I Hate My Teenage Daughter                   | 2011-2012     | FOX                                 |
| Work It                                      | 2012          | ABC                                 |
| Are You There, Chelsea?                      | 2012          | NBC                                 |
| Alcatraz                                     | 2012          | FOX                                 |
| 'Major Crimes                                | 2012– 2018    | TNT                                 |
| Revolution                                   | 2012–2014     | NBC                                 |
| Partners                                     | 2012          | CBS                                 |
| 666 Park Avenue                              | 2012          | ABC                                 |
| Arrow                                        | 2012–2020     | The CW                              |
| Emily Owens, M.D.                            | 2012-2013     | The CW                              |
| The Carrie Diaries                           | 2013-2014     | The CW                              |
| 'Newsreaders                                 | 2013-2015     | Adult Swim                          |
| The Following                                | 2013–2015     | FOX                                 |
| Cult                                         | 2013          | The CW                              |
| Golden Boy                                   | 2013          | CBS                                 |
| Hostages                                     | 2013-2014     | CBS                                 |
| Mom                                          | 2013–2021     | CBS                                 |
| Super Fun Night                              | 2013–2014     | ABC                                 |
| The Originals                                | 2013–2018     | The CW                              |
| The Tomorrow People                          | 2013–2014     | The CW                              |
| Reign                                        | 2013-2017     | The CW                              |
| Almost Human                                 | 2013-2014     | FOX                                 |
| Believe                                      | 2014          | NBC                                 |
| Star-Crossed                                 | 2014          | The CW                              |
| The 100                                      | 2014–2020     | The CW                              |
| Surviving Jack                               | 2014          | FOX                                 |
| Undateable                                   | 2014–2016     | NBC                                 |
| The Leftovers                                | 2014–2017     | HBO                                 |
| The Mysteries of Laura                       | 2014– 2016    | NBC                                 |
| Forever                                      | 2014–2015     | ABC                                 |
| Gotham                                       | 2014-2019     | FOX                                 |
| Selfie                                       | 2014          | ABC                                 |
| Stalker                                      | 2014–2015     | CBS                                 |
| A to Z                                       | 2014-2015     | NBC                                 |
| The Flash                                    | 2014-2023     | The CW                              |
| Jane the Virgin                              | 2014-2019     | The CW                              |
| Constantine                                  | 2014-2015     | NBC                                 |
| iZombie                                      | 2015-2019     | The CW                              |
| The Messengers                               | 2015          | The CW                              |
| Significant Mother                           | 2015          | The CW                              |
| Blindspot                                    | 2015-2020     | NBC                                 |
| Crazy Ex-Girlfriend                          | 2015-2019     | The CW                              |
| Supergirl                                    | 2015-2021     | CBS                                 |
| Legends of Tomorrow                          | 2016-2022     | The CW                              |
| Lucifer                                      | 2016–2021     | Fox                                 |
| 11.22.63                                     | 2016–         | Hulu                                |
| Containment                                  | 2016          | The CW                              |
| Marietta                                     | 2016          | FOX                                 |
| Rush Hour                                    | 2016          | CBS                                 |
| Westworld                                    | 2016-2022     | HBO                                 |
| Riverdale                                    | 2017-2023     | The CW                              |
| Doom Patrol                                  | 2019-2020     | HBO Max                             |
| Miss Farah                                   | 2019-2022     | MBC4, Shahid VIP y Dubai One        |
| Peacemaker                                   | 2022-presente | HBO Max                             |
| Night Court                                  | 2023-2025     | NBC                                 |
| Shrinking                                    | 2023-presente | Apple TV+                           |
| Gotham Knights                               | 2023          | The CW                              |
| Mrs. Davis                                   | 2023          | Peacock                             |
| Bad Monkey                                   | 2024-presente | Apple TV+                           |
| Harry Potter                                 | Próximamente  | HBO                                 |
| Lanterns                                     | Próximamente  | HBO                                 |